# Primera batalla de Tiocajas
La Primera batalla de Tiocajas fue un presunto enfrentamiento militar librado entre las fuerzas del Imperio incaico al mando del Sapa Inca Túpac Yupanqui y las de una confederación de tribus quitus, caras y puruháes liderados por el general Epiclachima a finales del siglo XV.
El nudo de Tiocajas en el Cantón Guamote, Achupallas, es un paso estratégico vital y fue escenario de varias batallas a lo largo de la historia. Además de esta, sucedió una segunda batalla entre los hijos de ambos comandantes, Huayna Cápac y Calicuchima, y una tercera en 1534 entre el general inca Rumiñahui y el conquistador español Sebastián de Benalcázar.

## Antecedentes
Una vez finalizada la campaña en Chile (que finalizó en la batalla del Maule) Túpac Yupanqui reunió en Cajamarca un ejército de 40 000 y marchó contra los chachapoyas (chachas). En el camino fue enfrentado en el río Marañón por los huacrachucus. Los incas cruzaron el cauce fluvial tras tomar los pasos, entraron en territorio de esta tribu y tomaron uno tras otro a sus pucarás hasta que estos se sometieron. El Inca dejó 20 000 soldados para asegurar la nueva provincia y volvió a Cajamarca para conseguir refuerzos y atacar a los chachapoyas.
Tras esto el Inca atacó a los chachapoyas con 40 000 hombres, teniendo que tomar una por una sus fortalezas. La de Cunturmarca resistió largo tiempo, hasta que unas fuertes lluvias inundaron el valle matando a muchos locales y forzando su capitulación. Le siguió Cajamarquilla, donde hubo también un largo asedio. Tras esto cayeron Papamarca, Raimipampa, Suta y Llauantu hasta una última resistencia en Mutupampa.
La expansión inca hacia el norte del actual Perú y el actual Ecuador se dio en dos etapas principales, la primera sometió a la comarca de Azuay y Tomepampa y en la segunda a Quitu y posteriormente hacia el norte hasta Pastos. A esta enfrentó la confederación de curacas que abarcaba entre Tomepampa y Quito. Incluso, quizás hasta Pastos. Desde la costa hasta la Sierra central. Esta resultó muy poderosa por lo que el Sapa Inca decidió primero debilitarla atacando uno por uno a los pueblos más meridionales por dos años para finalmente tras dejarle al auqui la dirección de la campaña se inició un lento avance contra el núcleo de esta (Quitu) que llevó tres años y determinó el fin de la conquista.
Al verano siguiente el ejército incaico atacó con 40 000 soldados a las regiones de Huancapampa y Cascayunca, tierras muy ricas y densamente pobladas pero divididas en varias etnias y lenguas, que solían estar en guerras internas, se decía que robaban las mujeres de las otras tribus y mataban y devoraban a los varones enemigos de cualquier edad. Cuando las tropas incas entraron en ellas los locales huyeron a las montañas y solo el hambre los forzó a someterse, el Inca les prohibió el canibalismo y construyó muchos caminos y edificios.
Al otro llegó el turno a los guayacundos que vivían en las provincias de Casa (Caxa), Calva (Callua) y Ayabaca (Ayahuaca). Estos resistieron ferozmente, Garcilaso de la Vega dice que murieron unos 8000 hombres en la campaña entre ambos bandos. La última resistencia se dio en el fuerte de Aypate, en el cerro Yantuma, en Ayahuaca, en la lucha este lugar fue destruido y los incas tuvieron que construir una nueva fortaleza sobre sus ruinas. La guerra dejó despobladas las provincias y tuvieron que traerse mitimaes para repoblarlas, los guayacundos sobrevivientes fueron desterrados a Ecuador, Huancabamba y Apurímac.
Tras esto los incas llegaron a Bombón desde donde lanzan una ofensiva contra la región de Huánuco (Huanucu) formando el reino de Yarowilca del curaca Apo Cápac Guamán Chaua, que juraron resistencia. Los cusqueños deseaban evitar una guerra larga y por medio de negociaciones formaron una alianza con los yarowilcas. Como prueba de esta construyeron monumentos en la capital de estos, en Guanuco Marka. Tras esto se decidió el sometimiento de los paltas (palta uma o cabeza de palta) tomando las fortalezas del Saraguro (Zaraguro) y ocuparon el valle de este pueblo, los paltas optaron por rendirse. El Inca envió muchos al Collao y trajo colonos a poblar su nueva conquista. Con sus 40 000 veteranos Huayna Cápac preparó la conquista de los cañaris de la provincia de Azuay. Con esto sería amo y señor de las tierras entre la meseta de Loja y el golfo de Guayaquil, los que servirían de base para el ataque final contra Quitu.
Al saber los planes de los cusqueños los jefes cañaris se reunieron y eligieron como principal a Dumma quien de inmediato solicitó guerreros a sus aliados y empezó de inmediato a fortificar los pasos a sus tierras. Cuando el ejército incaico los atacó fueron forzados a retroceder hasta Saraguro. La victoria dio ánimos a los cañaris que ofrecieron a los paltas rebelarse contra el invasor pero estos se negaron. En batalla de la llanura de Tarqui o Tarqui Cumbe (más allá del Portete, en las cordilleras Allpachaca, Sirvan, Tinajillas y Girón) los cañaris fueron completamente vencidos y cayó prisionero Piellahuaso, jefe quiteño. Los paltas informaron al Inca de la propuesta quien trajo refuerzos e hizo construir una gran fortaleza en la frontera entre ambas tribus. El Inca lanzó una nueva ofensiva ante la cual los locales se rindieron, Huayna Cápac visitó Azuay, hizo construir edificios, puentes y caminos para luego marchar a conquistar a Chonos. En Cantón Girón se construyó un gran fuerte. Pero entonces los cañaris se rebelaron, el Sapa Inca fue a someterlos y los derrotó en Guapondeleg (después llamada Tomepampa), la campaña fue sangrienta hasta dejar muy mermada su población.
Tomepampa se convirtió con el tiempo en la base principal de operaciones del Sapa Inca, por lo que en ella se construyeron gran cantidad de edificios, templos y pucaras. Desde ahí se atacarían a los pueblos de la costa, en especial Tumbiz y a los selváticos bracamoros y jíbaros, a estos últimos no pudieron someterlos debido a la geografía de sus tierras.
En esos momentos el Sapa Inca inició el ataque directo contra la confederación encabezada por Quitu con 40 000 soldados veteranos. El líder de la confederación, Hualcopo, curaca de Quitu, nombró a su hermano menor, Epiclachima, y al señor de Píllaro, Ati Pillahuaso (Pillahuasu el Viejo), generales en jefe de sus ejército. Se estableció el cuartel general en Liribamba y dispuso sus defensas en la comarca de Tiquizambi, donde las batallas se dieron por varios años.
Fue en Achupallas donde establecieron su principal fortaleza. El Inca asalto con sus ejércitos los pucaras de Achupallas (Cayana Pucará) y Pomallacta (Mapahuiña), pero estos les resistieron. Ambos fuertes estaban en el nudo de Azuay, el primero al oriente y el segundo al oeste, Apocanto y Apo Chaván Gallo respectivamente. En los páramos de Zula los quiteños construyeron la fortaleza del "Rey Lila" por si el enemigo pasaba el Azuay.
Finalmente el Auqui Huayna Cápac trajo un cuerpo de 12 000 refuerzos y el Sapa Inca decidió dejar a su hijo a cargo de sus campañas militares. Sólo entonces cayeron los fuertes del Azuay. Estos resistieron hasta que finalmente cayeron gracias a la colaboración de algunos oficiales defensores.
Calicachima reunió al resto de sus tropas en Szaquis y Pucará y decidió fortificar el fuerte de Atapo, al norte de la llanura de Tiocajas. El general quiteño organizó una defensa con guerrillas que atacaban las líneas de suministros y comunicación de los incas. Esto llevó al Auqui a detenerse en Charicando para que sus tropas pudieran descansar ahí obtuvieron una importante victoria sobre los puruháes.

## La batalla
Ante esto Epiclachima reunió sus fuerzas pero las tropas incaicas lo derrotaron en las llanuras de Tixán y Tiocajas, cerca de los fuertes de Galte y Atapo, destruyendo a gran parte del ejército quiteño. Después de año y medio de asedio de Atapo se produjo una última jornada de batalla cuando Epiclachima, confiando en su superioridad numérica, se lanzó con sus tropas en un feroz ataque que fue rechazado por las disciplinadas legiones incaicas. Tras todo un día de combates el general quiteño resultó muerto junto a 16 000 de sus hombres. Atapo cayó poco después.

## Consecuencias
Los quiteños perdieron a su mejor general y a un alto número de guerreros además de que un paso estratégico quedó libre para el avance inca a Quito. Las fortalezas de Palmira, Chipo, Laime, Galte y Pasñag cayeron al poco tiempo con gran número de bajas.
El Auqui venció a los puruháes en Ocpote, Yanacocha y Gatazo para terminar tomando su capital, Liribamba. Tras la caída del territorio puruhá (Puruguaya) cayeron Ambato y Angamarca mientras que los quitus se retiraban a Mocha. El general incaico Tópac Cápac tomó Latacunga con un destacamento pero Pillahuasu llegó con un gran ejército a recapturarla, Huayna Cápac llegó con 50 000 refuerzos y tras una feroz batalla los quiteños sobrevivientes tuvieron que retirarse al norte. Luego arrasó Latacunga, desterró a los varones sobrevivientes y repobló la zona con mitimaes traídos de otros lugares.
A pesar de las graves bajas, los incas avanzaban al norte, llegando finalmente a ocupar Quitu mientras Calicuchima retrocedió a la hoya del Chota a reorganizarse. Sin embargo, esto no llevó a Hualcopo a firmar la paz. El curaca llegó a Mocha donde falleció. Se dice que Hualcopo murió de sufrimiento al ver a muchas de sus tierras ocupadas y saqueadas, le sucedió su hijo Cacha (Caccha) quien continuó la guerra en contra de lo que esperaba el Inca. Cacha y el hijo de Epiclachima, Calicuchima, tomaron el mando de las tropas.
Según algunas fuentes Cacha logró lanzar un contraataque que recuperó su territorio hasta la provincia de Loja, cuando intento que se les unieran los cañaris y paltas estos se negaron al saber de la llegada de nuevos refuerzos incas. Los pueblos entre los huancabambas y quillacingas se le unieron pero ya nada pudo detener a los incas y Quito fue nuevamente tomada. Sin embargo, este relato parece más bien contar la historia de la rebelión posterior comandada por Cacha durante el reinado de Huayna Cápac.
Lo seguro es que, a pesar del heroísmo y esfuerzo con que resistieron los quiteños, los incas finalmente entraron en Mocha y con esto los quitus quedaron prácticamente sometidos y la región pacificada por varios años. Huayna Cápac dejó a Chalco Mayta como gobernador de Quito y trajo miles de colonos collas, aymaras y quechuas. Además desterró a unos 40 000 quitus al Altiplano. Avanzó aún más al norte, donde derrotó a los pastos y quillacingas, luego enfrentó a carangues y cayampis a los que no pudo derrotar. Aunque otros afirman que estos también fueron sometidos. Finalmente arribó a Chimbos donde sometió a los huancavilcas y recorrió la costa de Manta. Se estima que unos 100 000 indígenas de la región murieron durante la conquista incaica.
Algunos autores sostienen que el Auqui recorrió por mar la costa septentrional llegando quizás hasta las Galápagos. Finalmente volvió triunfante a Cusco, donde su padre terminó de construir Sacsayhuamán y había gobernado en paz, dejando todo listo para la sucesión.